# Шульце, Адольф
Адольф Шульце (нем. Adolph Schultze; 3 ноября 1853, Шверин — 1923) — немецкий дирижёр, музыкальный педагог и композитор.
В 1872—1875 гг. учился в Новой Академии музыки в Берлине как пианист, затем преподавал фортепиано там же. В 1886—1890 гг. работал в Зондерсхаузене, совмещая руководство придворной капеллой и городской консерваторией, основанной его предшественником Карлом Шрёдером (здесь у него учился Макс Регер). Затем вернулся в Берлин, где руководил консерваторией Луизы (названной по адресу на Луизенплац); среди его учеников Вальтер Дамс.
Автор фортепианного концерта, других фортепианных пьес. Выступал также как музыкальный критик (известен, в частности, разносной рецензией на Пятую симфонию Густава Малера).